# Сергей Рубльовски
Сергей Владимирович Рубльовски е руски шахматист, гросмайстор от 1994 г.

## Шахматна кариера
Шампион е на Русия през 2005 г., завършил състезанието без допусната загуба.
През 2007 г. става европейски клубен шампион с отбора „Linex Magic“, в състава на който са още Иван Чепаринов, Гата Камски, Майкъл Адамс, Габриел Саргисян, Мануел Канделарио и Иван Кабесас.
Участва на 5 световни индивидуални първенства, провеждащи се по системата на директните елиминации:
- 1997 – Гронинген – достига до третия кръг, отпадайки от Александър Белявски;
- 1999 – Лас Вегас – достига до третия кръг, отпадайки от Алексей Дреев;
- 2000 – Ню Делхи – достига до втория кръг, отпадайки от Смбат Лпутян;
- 2001 – Москва – в първия кръг отпада от Нгуен Ан Дун * Nguyen Anh Dungµ;
- 2004 – Триполи – достига до третия кръг, отпадайки от Зденко Кожул.

## Турнирни резултати
- 1991 – Смоленск (1 м.)[4]; Юрмала (3 м. зад Виктор Бологан и Алексей Александров)[5]
- 1993 –  Париж (1 м. на „Купа Париж“);  Курган (1-2 м.);  Челябинск (3 м. зад Михаил Улибин и Евгени Глейзеров)[6]
- 1995 –  Курган (3 м. зад Павел Коцур и Руслан Шербаков)[7]
- 1996 –  Поляница-Здруй (2 м. на Мемориал „Акиба Рубинщайн“)
- 2004 –  Москва (1 м. на „Аерофлот Оупън“ и еднакъв брой точки с Рафаел Ваганян и Валерий Филиппов)
- 2006 –  Форос (1 м. пред Василий Иванчук и Виктор Бологан)[8]
- 2006 –  Томск (2 м. зад Сергей Карякин на Мемориал „П. Измаилов“)[9]
- 2008 –  Пойковски (1-4 м. с Дмитрий Яковенко, Вугар Гашимов и Алексей Широв)[10]